# Березін Ілля Миколайович
Бере́зін Ілля́ Микола́йович (рос. Березин Илья Николаевич, турец. İlya Nikolayeviç Berezin; 19 липня (1 серпня) 1819—3 квітня 1870) — науковець-орієнталіст із тюркології, іраністики, монголознавства, дослідник історії, культури й етнографії країн Сходу, автор «Російського Енциклопедичного словника» (1872—1879). Таємний радник (1885), професор Імператорського Санкт-Петербурзького університету.

## Біографія
Ілля Миколайович народився 19 липня 1819 року в заводському селищі при Південно-Камському заводі (нині селище Юг) Пермської губернії Російської імперії. Батько — колезький секретар, мати походила з шляхецького роду Пермачевих, що пересилилися з України.
Ілля Березін зростав у середовищі фіно-тюрків, що становили 50 % населення Пермського краю. Цей факт вплинув на його інтерес до східних мов. Початкову освіту майбутній вчений здобув у «вчителів духовенства», а згодом вступив до Єкатеринбурзького повітового училища, першого навчального закладу Уралу. Додатково брав уроки з історії, алгебри й геометрії. Згодом Іллю Березіна перевели до Пермської гімназії, де він навчався за державні кошти. Через обмеження фахової літератури з мовознавства в провінційних містечках того часу, юнак зумів досконало опанувати не тільки східні, але й європейські мови. Після закінчення гімназійного курсу Ілля Миколайович вступив до Казанського університету на відділення східномусульманських мов. Науковим наставником талановитого студента був засновник Казанської школи тюркологів — Казем-Бек Олександр Касимович. Він запропонував Іллі Миколайовичу посаду особистого секретаря і перекладача.
1837 року Ілля Миколайович Березін закінчив університет зі ступенем кандидата східної словесності. Саме в ті часи, орієнталісти тільки починали досліджувати й вивчати мови східних народів, що проживали в Російські імперії. Вчені 40-х—50-х рр. XIX століття не обмежувалися лише філологічними й лінгвістичними завданнями. Предметом їх вивчення був Схід загалом, сьогодення і минуле тамтешніх народів, що сприяло розвитку історичної науки.
Здібного випускника Іллю Березіну за рекомендацією Олександра Казем-Бека залишили при університеті для підготовки молодого вченого до отримання звання професора. На початку лютого 1841 року Ілля Миколайович став магістром зі східної словесності. А вже 6 лютого 1841 року отримує запрошення до трирічного наукового відрядження країнами Сходу. Програма подорожі була укладена Олександром Казем-Беком, в якій акцент ставився на вивчені мов мусульманського Сходу: арабської, перської і турецької. Подібні наукові екскурсії молодих орієнталістів часто практикувались у вищій школі в часи Російської імперії, сприяли кращому засвоєнню теоретичних знань і вивченню етнографічних особливостей місцевого населення тощо. Ілля Березін виїхав 15 червня 1842 року й відвідав Персію, Малу Азію, Сирію, Єгипет, майже рік провів у Константинополі. На територію Російської імперії молодий вчений повернувся через Крим, де детально вивчив місцеві старожитності.
1845 року Ілля Миколайович успішно склав спеціальний іспит при Академії наук. 19 березня 1846 року його призначили екстраординарним професором кафедри з турецько-татарської мови Казанського університету. Упродовж 1846—1849 рр. Ілля Березін працював над першою бібліографією східних рукописів Російської імперії «Опис турецько-татарських рукописів, що зберігаються в петербурзьких бібліотеках». 10 січня 1850 року він очолив відділ рецензування творів написаних східними мовами. З початку 1850-х рр. Ілля Березін також працював редактором неофіційної частини «Казанських губернських відомостей».

## Наукова діяльність

### Казанський період
1851 року в Казані виходить праця Іллі Березіна «Тарханні ярлики Тохтамиша, Тімур-Кутлука й Саадет-Ґірея із вступною частиною, оригінальним текстом, перекладом і примітками». Автор зазначав, що аналіз зібраних тарханних ярликів дасть можливість встановити закономірність державного устрою східних держав, розширить уявлення про визначення назв титулів посадових осіб, забезпечить детальне вивчення мови й побуту місцевого населення тощо. Крім того, у своїх дослідженнях він обґрунтував історію створення ярликів кримських ханів, а саме ярлик Саадет-Ґірея. Безпосередньо вивчаючи джерела Ілля Березін дійшов висновку, що Кримське ханство успадкувало устрій Золотої Орди з доданням деяких відмінностей, наприклад: встановлювався ханський змінник — калга тощо. Свої дослідження Ілля Миколайович віддав Михайлу Воронцову, а той, зі свого боку, передав Одеському товариству історії і старожитностей. Учене товариство із захопленням підтримало дані дослідження і в опублікованій рецензії підкреслювали роль ярликів як незамінних джерел, що дозволяють більш повно подати історію Кримського ханства. Дослідження ранньої історії Кримського ханства і його народонаселення Ілля Миколайович описав у праці «Перша навала монголів на Росію».
22 вересня 1854 року Ілля Миколайович Березін був призначений на посаду ординарного професора без ступеня доктора, що свідчило про визнання його досягнень у сходознавстві науковцями того часу. Ілля Миколайович захопився вивченням етнографії тюркських народів. Так у дослідженні «Народні прислів'я турецького племені» (1856) він створив мовну класифікацію, окремо виділив рубрику прислів'ям кримських татар, опублікував численні зразки фольклорних творів тощо.

### Петербурзький період
Фактом визнання пріоритетного розвитку сходознавства того часу, стало переведення факультету східних мов 1855 року з Казанського до Санкт-Петербурзького університету. Деканом нового факультету був призначений Олександр Казем-Бек, який разом із своїми учнями, переїхав до Санкт-Петербурга. Серед них був і молодий вчений Ілля Березін (від 22 вересня 1854). Статут університету вимагав відповідного звання і тому, ординарний професор Ілля Миколайович був представлений до захисту докторської дисертації на тему «Нариси внутрішнього устрою улусу Джучидів».
У Санкт-Петербурзі Ілля Миколайович продовжив роботу над збіркою «Бібліотеки східних істориків», що містила найґрунтовніші твори середньовічного Сходу. Вагомий внесок займають праці з історії Криму, такі як «Історія Абулгазі», переклад і передмова Гордія Саблукова, професора Казанської духовної академії і «Історія монголів» Рашид Еддіна, упорядкована Іллєю Березіним. Ґрунтовний опис ярликів кримських ханів із коротким аналізом Ілля Миколайович опублікував на сторінках «Одеського товариства історії і старожитностей», авторитетного наукового видання півдня Російської Імперії. Сучасні історики спростовують деякі твердження Іллі Березіна, а саме викликають сумнів ярлики Мухамед-Ґірея.
На жаль, захоплення Іллі Березіна сходознавством на останньому етапі творчої діяльності втратило перше місце й це, як справедливо зауважив Олександр Самойлович, стало причиною того, що він не використовував значною мірою надзвичайного обдарування.
Наукова творчість Іллі Березіна в петербурзький період повсякчасно поєднувалася з активною громадською діяльністю. 1860—1863 рр. був членом Літературного фонду при Університеті, а згодом, 1861—1862 рр. став скарбником цього фонду. Ілля Миколайович Березін був єдиним представником від факультету східних мов, що брав участь у роботі Вченого комітету зі складання нового університетського статуту (1863). Згодом, був обраний університетським суддею.
У науково-літературній діяльності Ілля Березін став засновником і фундатором нового напрямку в Російській імперії — видання енциклопедичних довідників, що сприяло цілковитому розвитку науки в наступних поколіннях вчених. Захоплення Іллі Миколайовича довідковими статтями розпочалось із невеликого зібрання східних слів, що існували в російській мові. У доробку подібних матеріалів, зібраних іншими орієнталістами, ці нариси видавались Академією наук. Захопившись лексикографічною роботою, Ілля Миколайович прийшов до думки про видання енциклопедії. 1870-х рр. Ілля Березін розпочав самостійне видання великого «Російського енциклопедичного словника». У передмові він вказував, що на відміну від Західної Європи, енциклопедичним словникам Російської імперії «не дуже таланило» і більшість з них вже після перших томів припиняло видаватись. Енциклопедичний словник Іллі Березіна мав великий успіх і його сучасники визнавали, що до видання «були прикуті погляди всієї Імперії». Професор Санкт-Петербурзького університету В. Васильєв зазначав, що Ілля Березін у той час «стояв на чолі провідних діячів із всебічного й здорового розвитку освіти нашої Батьківщини». Відомий професор Санкт-Петербурзького університету Микола Веселовський стверджував, що «започаткування подібного видання на схилі років не можна не визнавати як дуже сміливий крок, а написання власними силами та ще у несприятливий період для розвитку книжкового ринку, можна вважати справжнім подвигом». Згодом, словник був доповнений і перевиданий в 1880-х роках. Написані Іллею Березіном прогресивні статті того часу, використовувалися не тільки як популярна література, але й друкувались в енциклопедичних виданнях Європи.
Багатогранна науково-літературна діяльність Іллі Березіна здобула заслужене визнання у вчених колах Росії і за кордоном. Про це свідчить факт запрошення американського наукового товариства «Education» до участі в засіданні 1893 року в Чикаго як історика й почесного віцепрезидента.
22 березня 1896 року Ілля Миколайович Березін помер у Санкт-Петербурзі.

## Нагороди
- Орден Святого Станіслава 2-го ступеня (1856).
- Орден Святої Анни 2-го ступеня з імператорською короною (1867).
- Орден Святого Володимира 3-го ступеня (1871).
- Орден Святого Станіслава 1-го ступеня (1874).
- Орден Святої Анни 1-го ступеня (1878).
- Перський орден Лева й Сонця 2-го ступеня (1863).

## Вибрані твори
- Описание турецко-татарских рукописей, хранящихся в библиотеках Санкт-Петербурга. — ЖМНП, 1846.
- Шейбаниада: история монголо-тюрков на джагатайском диалекте, с переводом, примечаниями и приложениями. — Казань: Библиотека восточных историков о России, 1849. — Т. 1. — С. 158.
- Внутреннее устройство Золотой Орды по ханским ярлыкам. — ЖМНП, 1850 г., № 10, с. 1—24.
- Ярлык хана Золотой Орды Тохтамыша к польскому королю Ягайле 1392—1393. — Казань, 1850. — С. 70
- Тарханные ярлыки Тохтамыша, Темир-Кутлуга и Саадет-Гирея. — Казань, 1851. — С. 19.
- Татарский летописец, современник Бориса Фёдоровича Годунова. — Москвитянин, 1851. Т. 24, № 2, с. 543—554.
- Ханские ярлыки, выданные русскому духовенству. — Казань, 1852.
- Первое нашествие монголов на Россию // ЖМНП. —1853. — № 9, отд. 2. — С. 221—250.
- Библиотека восточных историков, издаваемая И. Березиным. — Казань, 1854. — Т. 2, ч. 1; Т. 3, ч. 1—2.
- Нашествие Батыя на Россию. — ЖМНП, 1855. — Т. 86, № 5. С. 79—114.
- Крым: путевые впечатления. — Библиотека для чтения, 1856. — Т. 135.
- Очерки внутреннего устройства улуса Джучиева // Труды Восточного отделения императорского Археологического общества. — СПб., 1864. — Ч. 8. — С. 387—494.
- История Чингисхана: персидский текст Рашид-ад-Дина и русский перевод. — Труды восточного отдела Русского археологического общества, 1868. — Т. 13; 1888. — Т. 15.
- Тарханные ярлыки крымских ханов // ЗООИД. — Одесса, 1872. — Т. 8, отд. 2: Приб. к сборнику материалов.— С. 1—9.
- Ярлыки крымских ханов Менгли-Гирея и Мухаммед-Гирея // ЗООИД. — Одесса, 1872. — Т. 8. — С. 10—23.
- Русский энциклопедический словарь, издаваемый профессором С.-Петербургского университета И. Н. Березиным. — СПб., 1872—1879.
- Новый энциклопедический словарь в восьми томах, изданный профессором С.-Петербургского университета И. Н. Березиным. — СПб., 1883—1885.

- Березин И. Н. [Автобиографическая справка] // Венгеров С. А. Критико-биографический словарь русских писателей и ученых: От начала русской образованности до наших дней. — СПб., 1892. — Т. 3. — С. 66—68.
- Березин Илья Николаевич // Биографический словарь профессоров и преподавателей императорского С.-Петербургского университета за истекшую третью четверть века его существования, 1869—1894. — СПб., 1896. — Т. 1. — С. 47—48.